# Mountain View (Contra Costa County)
Mountain View is een plaats in Contra Costa County in Californië in de VS.

## Geografie
Mountain View bevindt zich op 38°0′32″Noord, 122°6′59″West. De totale oppervlakte bedraagt 0,7 km² (0,3 mijl²) wat allemaal land is.

## Demografie
Volgens de census van 2000 bedroeg de bevolkingsdichtheid 3403,2/km² (8729,1/mijl²) en bedroeg het totale bevolkingsaantal 2468 dat bestond uit:
- 84,00% blanken
- 2,07% zwarten of Afrikaanse Amerikanen
- 1,30% inheemse Amerikanen
- 2,23% Aziaten
- 0,28% mensen afkomstig van eilanden in de Grote Oceaan
- 4,74% andere
- 5,39% twee of meer rassen
- 14,51% Spaans of Latino

Er waren 959 gezinnen en 589 families in Mountain View. De gemiddelde gezinsgrootte bedroeg 2,53.

## Plaatsen in de nabije omgeving
De onderstaande figuur toont nabijgelegen plaatsen in een straal van 8 km rond Mountain View.